# クリスティーナ＝アン・ボイド
クリスティーナ＝アン・ボイド（Christina-Ann Boyd 1957年7月13日-2008年) はオーストラリア出身の柔道選手。現役時代は52kg級の選手。。

## 人物
1975年にはオセアニア選手権57kg級で優勝を飾った。その後は階級を63kg級まで上げたり、逆に45kg級まで下げたりしたこともあったが、基本的には52kg級で活躍していた。1982年には世界選手権で3位に入った。1984年の世界選手権でも3位となった。1985年のオセアニア選手権では52kg級で優勝すると、無差別でも3位になった。

## 主な戦績
- 1975年 - オセアニア選手権　57kg級　優勝
- 1977年 - オセアニア選手権　63kg級　2位

52kg級での戦績
- 1979年 - オセアニア選手権　優勝
- 1980年 - 環太平洋柔道選手権大会　45kg級　2位
- 1982年 - イギリス国際　2位
- 1982年 - 世界選手権　3位
- 1984年 - 世界選手権　3位
- 1985年 - オセアニア選手権　52kg級　優勝　無差別　3位